# شارون براينت
شارون براينت (بالإنجليزية: Sharon Bryant)‏ هي مغنية أمريكية، ولدت في 14 أغسطس 1960.

## وصلات خارجية
- شارون براينت على موقع ميوزك برينز (الإنجليزية)
- شارون براينت على موقع ديسكوغز (الإنجليزية)